# Упернавик-Куяллек
Упернавик-Куяллек (гренл. Upernavik Kujalleq, датское название — Сёндре-Упернавик, дат. Søndre Upernavik, старая орфография Upernavik kujatdleq) — поселение в коммуне Каасуитсуп, в северо-западной Гренландии. Население на январь 2005 года составляет 198 человек.

## Транспорт

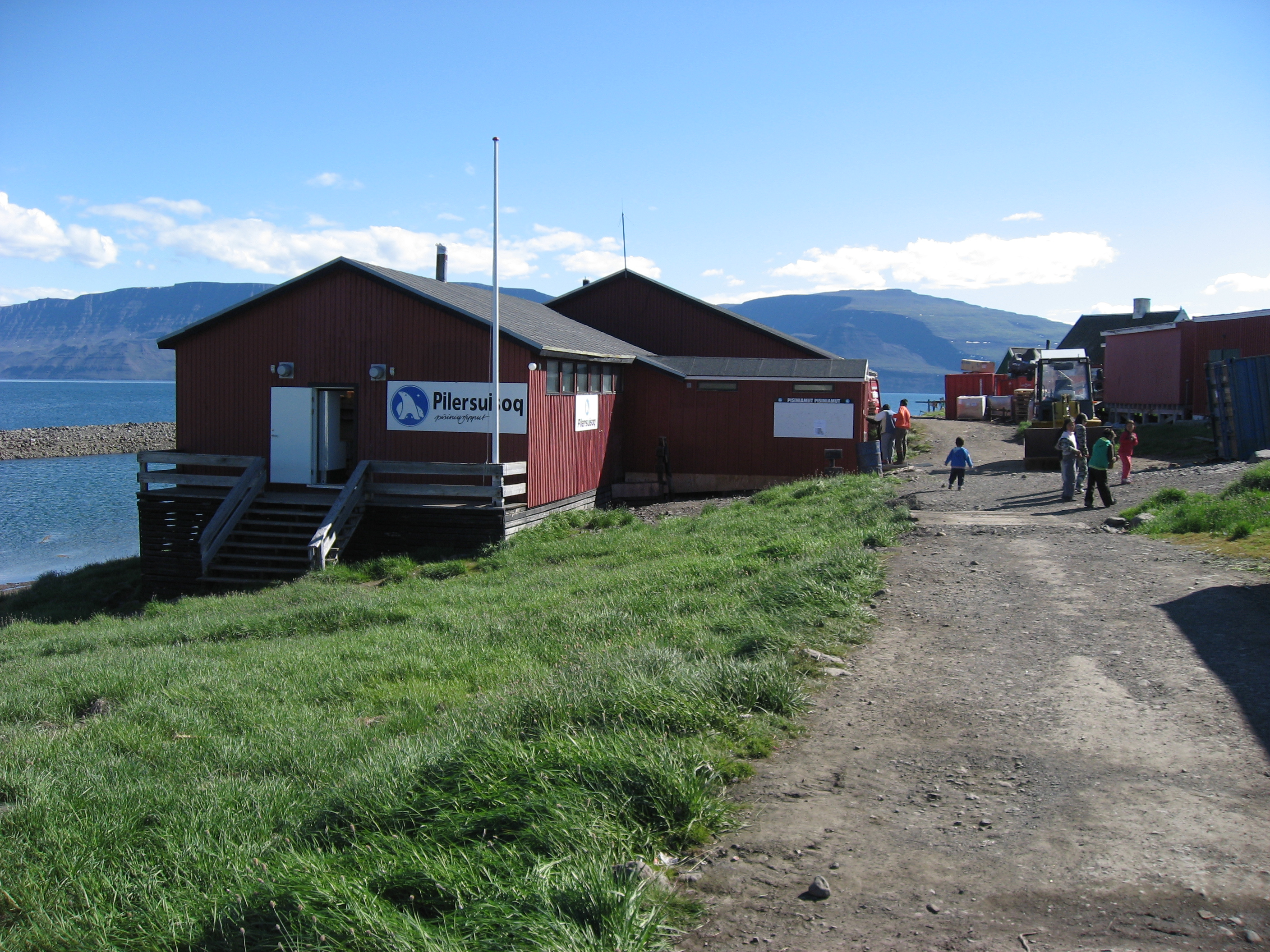
Магазин Pilersuisoq

Air Greenland обслуживает деревню в рамках государственного контракта. Осуществляются рейсы вертолётов из Упернавик-Куяллек в Кангерсуатсиак и Упернавик.